# Tente de purification dans l'Égypte antique
La tente de purification (en égyptien ancien : ibou, jbw ou ȝbw) est une construction permettant de procéder aux étapes de l'embaumement et de la momification des défunts.
Le corps arrive par un débarcadère et accède à la tente de purification par une rampe d'accès.

## Usage
La momification d'un défunt dure soixante-dix jours. Le jour du décès, la famille confie le corps aux embaumeurs qui le placent dans la « tente de purification » pour le laver et l'oindre.
À la Basse époque, ces lieux provisoires d'embaumement ont été remplacés par des édifices permanents en briques appelés, dans les textes de l'Ancien Empire, Ouâbet (la Place pure = la salle d'embaumement), puis à la fin de l'Ancien Empire, un deuxième lieu nommé Per-nefer (la Belle Maison) ayant exactement la même fonction que l'ouâbet.
Dans certaines représentations, les premières phases de la momification se déroulaient sous la « tente de purification », puis le corps du défunt à traiter était transporté à Per-nefer une fois la déshydratation dans le bain de natron achevée.
Le soixante-dixième jour, la momification est achevée et le corps est de nouveau déposé dans la « tente de purification », où il subit le rituel de l'ouverture de la bouche. Le jour suivant, le corps est déposé en procession dans le caveau funéraire.

## Découvertes
Selim Hassan a découvert, à l'angle nord-ouest du temple de Mykérinos, un puits creusé dans le roc, dont les parois étaient renforcées par des blocs de calcaire qu'il a identifié comme étant la « tente de purification » de la reine Khentkaous.

### Représentations
Mouhamadou Nissire Sar, dans son livre Funérailles et représentations dans les tombes de l'Ancien et du Moyen Empire égyptiens décrit plusieurs représentations de tentes de purification :
- Dans le tombeau de Mérérouka[2], la tente de purification y est représentée ; le cortège funèbre semble traverser le Nil pour s'y rendre.

- Dans le tombeau d'Ânkhmahor[2], la représentation de l'jbw est détruite ; seule la fin de l'arrivée du cortège a été conservée.

- Dans le tombeau de Qar[3], au-dessus des porteurs du sarcophage, on peut lire « aller en paix à la tente de purification, pour purification » alors qu'au-dessus de la structure est inscrit « besoin pour la tente de purification, un repas pour l'art ou le métier du prêtre-lecteur ».

- Dans le tombeau de Pépiânkh[4], partant de l'ouest du Nil, le cortège dirigé par le prêtre-lecteur se rend à la maison de purification. Viennent ensuite les porteurs du sarcophage. Les funérailles représentées dans la tombe de Pépiânkh laissent croire à un retour dans la tente de purification après un repas servi à la suite des cérémonies de momification. C'est lors de ce retour qu'avait lieu la cérémonie d'ouverture de la bouche.